# Frea lineata
Frea lineata är en skalbaggsart som först beskrevs av Eugen Hintz 1913.
Frea lineata ingår i släktet Frea och familjen långhorningar. Artens utbredningsområde är Angola, Botswana och Zimbabwe. Inga underarter finns listade i Catalogue of Life.